# 포항 뇌성산 뇌록산지
포항 뇌성산 뇌록산지는 대한민국 경상북도 포항시 뇌성산에 있는 뇌록 산지이다. 2013년 12월 16일 대한민국의 천연기념물 제547호로 지정되었다.

## 개요
뇌록은 지질작용에 의해 생성된 일종의 광물자원으로서 녹색을 띠고 있고 쉽게 분말로 제작할 수 있어서 조선시대 건축물의 단청 등에 사용되어 온 전통 천연안료이다.
포항 장기면 뇌성산은 남한 내 유일한 뇌록 산출지로서 한반도 지각 진화 이해에 유용한 단서를 제공하는 지질학적 가치와 조선시대 궁궐이나 사묘, 성곽의 문루 등 국가 주요시설 단청에 사용되는 전통안료의 공급지로서의 역사 문화적 가치가 크다.

## 같이 보기
- 뇌성산
- 뇌록

## 참고 자료
- 포항 뇌성산 뇌록산지 - 국가유산청 국가유산포털